# Estrogênio
O estrogênio (português brasileiro) ou estrogénio (português europeu), é uma designação genérica dos hormônios cuja ação está relacionada com o controle da ovulação e com o desenvolvimento de características femininas. Existem três estrogênios endógenos principais em mulheres que têm atividade hormonal estrogênica: estrona (E1), estradiol (E2) e estriol (E3). O estradiol, um estrano, é o mais potente e prevalente. Outro estrogênio chamado estetrol (E4) é produzido apenas durante a gravidez.
Os estrogênios são sintetizados em todos os vertebrados e em alguns insetos. Sua presença em vertebrados e insetos sugere que os hormônios sexuais estrogênicos têm uma história evolutiva antiga. Quantitativamente, os estrogênios circulam em níveis mais baixos do que os androgênios em homens e mulheres. Embora os níveis de estrogênio sejam significativamente mais baixos nos homens em comparação com as mulheres, os estrogênios têm papéis fisiológicos importantes nos homens.
Como todos os hormônios esteróides, os estrogênios se difundem prontamente pela membrana celular. Uma vez dentro da célula, eles se ligam e ativam os recetores de estrogênio (ERs) que, por sua vez, modulam a expressão de muitos genes. Além disso, os estrogênios se ligam e ativam os receptores de estrogênio de membrana de sinalização rápida (mERs), como o GPER (GPR30).
Além de seu papel como hormônios naturais, os estrogênios são usados como medicamentos, por exemplo, na terapia hormonal da menopausa e no controle hormonal da natalidade.

## Tipos e exemplos
Os quatro principais estrogênios que ocorrem naturalmente nas mulheres são  estrona (E1), estradiol (E2) e estriol (E3) e estetrol (E4). O estradiol é o estrogênio predominante durante os anos reprodutivos, tanto em termos de níveis séricos absolutos quanto em termos de atividade estrogênica. Durante a menopausa, a estrona é o estrogênio circulante predominante e durante a gravidez o estriol é o estrogênio circulante predominante em termos de níveis séricos. Administrado por injeção subcutânea em camundongos, o estradiol é cerca de 10 vezes mais potente que a estrona e cerca de 100 vezes mais potente que o estriol.
Assim, o estradiol é o estrogênio mais importante em mulheres não grávidas que estão entre os estágios da menarca e da menopausa. No entanto, durante a gravidez, esse papel muda para o estriol e, em mulheres na pós-menopausa, a estrona se torna a principal forma de estrogênio no corpo. Outro tipo de estrogênio denominado estetrol (E4) é produzido apenas durante a gravidez. Todas as diferentes formas de estrogênio são sintetizadas a partir de andrógenos, especificamente testosterona e androstenediona, pela enzima aromatase.
Estrogênios endógenos menores, a biossíntese dos quais não envolvem aromatase, incluem 27-hidroxicolesterol, desidroepiandrosterona (DHEA), 7-oxo-DHEA, 7α-hidroxi-DHEA, 16α-hidroxi-DHEA, 7β-hidroxiepiandrosterona, androstenediona (A4), androstenediol (A5), 3α-androstanodiol e 3β-androstanodiol.
Alguns metabólitos de estrogênio, como os catecol estrogênios 2-hidroxiestradiol, 2-hidroxiestrona, 4-hidroxiestradiol e 4-hidroxiestrona, bem como a 16α-hidroxiestrona, também são estrogênios com vários graus de atividade. A importância biológica desses estrogênios menores não é totalmente clara.

### Principais estrógenos
Derivam dos andrógenos, hormônios sexuais masculinos.
- Estrona: a enzima aromatase obtém-na a partir da progesterona.
- Estradiol: a enzima aromatase obtém-no a partir da testosterona.
- Estriol: a enzima aromatase obtém-no a partir da androsterona.

## Função biológica

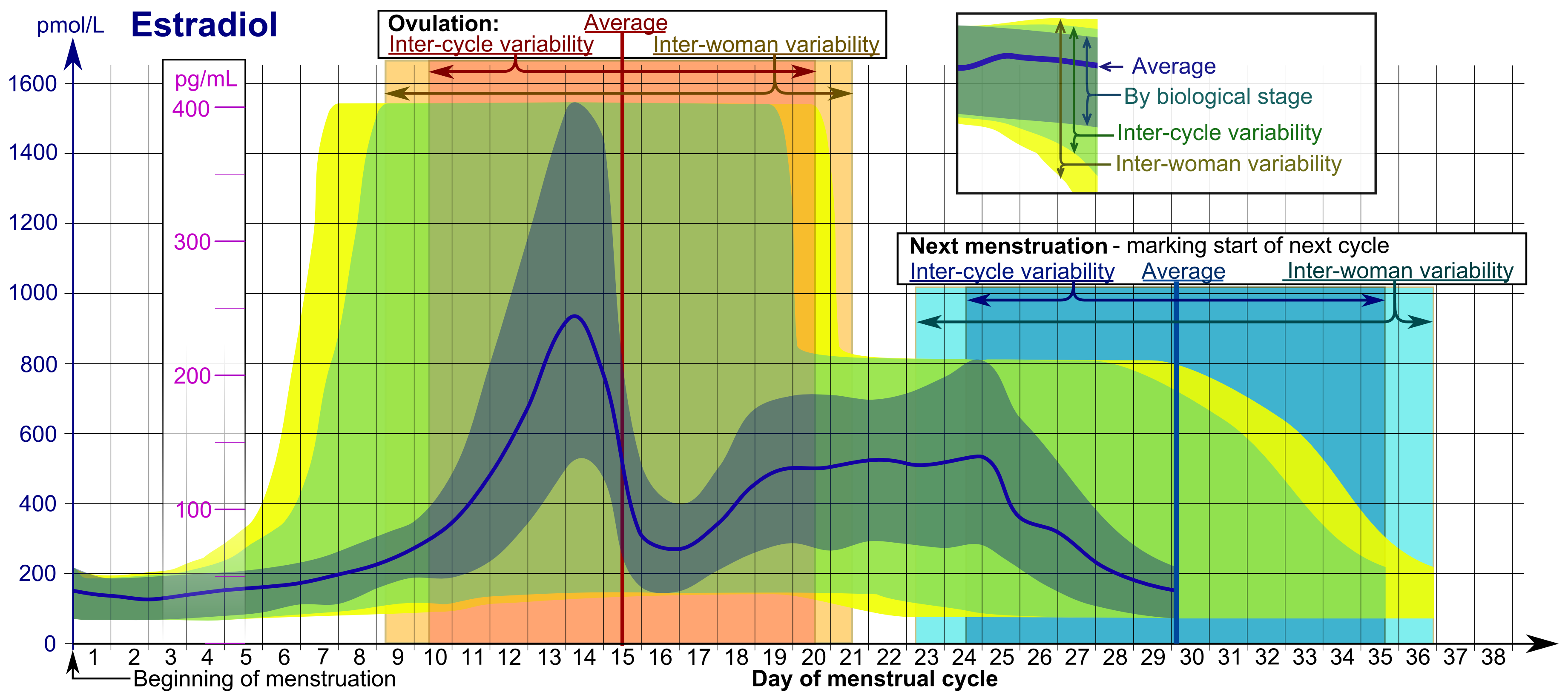
Faixas de referência para o conteúdo sanguíneo de estradiol, o principal tipo de estrogênio, durante o ciclo menstrual.

As ações do estrogênio são mediadas pelo receptor de estrogênio (RE), uma proteína nuclear dimérica que se liga ao DNA e controla a expressão gênica. Como outros hormônios esteroides, o estrogênio entra passivamente na célula, onde se liga e ativa o receptor de estrogênio. O complexo estrogênio: ER se liga a sequências de DNA específicas chamadas elemento de resposta hormonal para ativar a transcrição de genes-alvo (em um estudo usando uma linha celular de câncer de mama dependente de estrogênio como modelo, 89 desses genes foram identificados). Visto que o estrogênio entra em todas as células, suas ações dependem da presença do RE na célula. O ER é expresso em tecidos específicos, incluindo ovário, útero e mama. Os efeitos metabólicos do estrogênio em mulheres na pós-menopausa foram associados ao polimorfismo genético do RE.
Embora os estrogênios estejam presentes em homens e mulheres, eles geralmente estão presentes em níveis significativamente mais elevados nas mulheres em idade reprodutiva. Eles promovem o desenvolvimento de características sexuais secundárias femininas, como seios, e também estão envolvidos no espessamento do endométrio e em outros aspectos da regulação do ciclo menstrual. Nos homens, o estrogênio regula certas funções do sistema reprodutor importantes para a maturação dos espermatozóides e pode ser necessário para uma libido saudável.
Estruturalmente, o estrogênio atua na como mediador da formação e manutenção de características sexuais secundárias femininas. Ele também promove o aumento do estoque de gordura, estimula o crescimento endometrial e uterino, estimula a lubrificação vaginal e engrossa a parede vaginal. Outro efeito fisiológico do estrogênio é inibir a reabsorção óssea, estimulando a formação óssea.
Os estrogênios têm um papel não reprodutivo como moduladores do sistema imunológico, crescimento, função neuronal e metabolismo. Os receptores de estrogênio são expressos no fígado e o estradiol e outros estrogênios modulam a síntese de proteínas hepáticas.

### Desenvolvimento puberal feminino
Os estrogênios são responsáveis pelo desenvolvimento das características sexuais secundárias femininas durante a puberdade, incluindo o desenvolvimento das mamas, alargamento dos quadris e distribuição de gordura feminina. Por outro lado, os andrógenos são responsáveis pelo crescimento dos pelos pubianos e corporais, bem como pela acne e pelo odor axilar.

#### Desenvolvimento da mama
O estrogênio, em conjunto com o hormônio do crescimento (GH) e seu produto secretor, fator de crescimento semelhante à insulina 1 (IGF-1), é fundamental para mediar o desenvolvimento da mama durante a puberdade, bem como a maturação da mama durante a gravidez na preparação da lactação e da amamentação. O estrogênio é principal e diretamente responsável por induzir o componente ductal do desenvolvimento da mama, bem como por causar deposição de gordura e crescimento do tecido conjuntivo. Também está indiretamente envolvido no desenvolvimento lobuloalveolar, aumentando a expressão do receptor de progesterona nas mamas e induzindo a secreção de prolactina. Permitido pelo estrogênio, progesterona e prolactina trabalham juntos para completar o desenvolvimento lobuloalveolar durante a gravidez.
Os andrógenos, como a testosterona, opõem-se fortemente à ação do estrogênio nos seios, reduzindo a expressão do receptor de estrogênio neles.

### Sistema reprodutivo feminino
Os estrogênios são responsáveis pela maturação e manutenção da vagina e do útero, e também estão envolvidos na função ovariana, como a maturação dos folículos ovarianos. Além disso, os estrogênios desempenham um papel importante na regulação da secreção de gonadotrofinas. Por essas razões, os estrogênios são necessários para a fertilidade feminina.

## Bioquímica

### Biossíntese
Estrógenos, em mulheres, são produzidos primariamente pelos ovários e pela placenta, durante a gravidez. O Hormônio folículo-estimulante (FSH) estimula a produção ovariana de estrógenos pelas células da granulosa dos folículos ovarianos e do corpo lúteo. Alguns estrógenos são também produzidos em menor escala por outros tecidos como o fígado, pâncreas, osso, glândulas adrenais, pele, cérebro, tecido adiposo e mama.

Esteroidogênese, mostrando estrogênios na parte inferior direita como no triângulo rosa.

Essas fontes secundárias de estrogênios são especialmente importantes em mulheres na pós-menopausa. A via de biossíntese de estrogênio em tecidos extragonadais é diferente, pois esses tecidos não são capazes de sintetizar esteroides C19 e, portanto, dependem dos suprimentos de C19 de outros tecidos e do nível de aromatase.
No sexo feminino, a síntese de estrogênios começa nas células da teca interna, no ovário, pela síntese da androstenediona a partir do colesterol. Androstenediona é uma substância de fraca atividade androgênica que serve predominantemente como um precursor para andrógenos mais potentes, como a testosterona, bem como o estrogênio. Este composto atravessa a membrana basal para as células da granulosa circundantes, onde é convertido imediatamente em estrona ou em testosterona e depois em estradiol em uma etapa adicional. A conversão da androstenediona em testosterona é catalisada pela 17β-hidroxiesteróide desidrogenase (17β-HSD), enquanto a conversão da androstenediona e testosterona em estrona e estradiol, respectivamente, é catalisada pela aromatase, enzimas que são ambas expressas nas células da granulosa. Em contraste, as células da granulosa carecem de 17α-hidroxilase e 17,20-liase, enquanto as células da teca expressam essas enzimas e 17β-HSD, mas carecem de aromatase. Portanto, as células da granulosa e da teca são essenciais para o produção de estrogênio nos ovários.
Os níveis de estrogênio variam ao longo do ciclo menstrual, com níveis mais altos perto do final da fase folicular, pouco antes da ovulação. Observe que, nos homens, o estrogênio também é produzido pelas células de Sertoli quando o hormônio folículo-estimulante (FSH) se liga aos seus receptores.